# Xenoplatyura chandleri
Xenoplatyura chandleri är en tvåvingeart som beskrevs av Loïc Matile 1979. Xenoplatyura chandleri ingår i släktet Xenoplatyura och familjen platthornsmyggor. Inga underarter finns listade i Catalogue of Life.